# Lithiumtetrafluorboraat
Lithiumtetrafluorboraat (LiBF4) is een anorganische verbinding van lithium, boor en fluor. De stof komt voor als een wit-grijs corrosief kristallijn poeder, dat zeer goed oplosbaar is in water. De verbinding is erg hygroscopisch en kan daarom ernstige irritatie en zelf brandwonden veroorzaken bij contact met de huid of ogen.

## Toepassingen
Lithiumtetrafluorboraat wordt hoofdzakelijk gebruikt als elektrolyt in lithiumbatterijen.